# HMS Sälen (Säl)
HMS Sälen var en ubåt i svenska flottan som byggdes vid Kockums Mekaniska Verkstad i Malmö och som sjösattes 3 oktober 1955. Den utrangerades 1 juli 1980.
Besättningar för ubåten utbildades vid Karlskrona örlogsskolor, Bataljon Sparre. Kallelse, utbildning och tjänst var säkerhetsklassad intill 30 år. Sälen var av samma [källa behövs] typ som tyska ubåtar från andra världskriget med den skillnaden att den var utrustad med ”tyst propeller” och en huvudmaskin som var sektionsbyggd för att bättre motstå sjunkbomber. Sälen hade utbildad besättning för sista försvarslinjen mot Sovjetunionen under kalla kriget och var utrustad med moderna sonartorpeder redan 1977. Sälen skall ha skrotats i Gävle omkring 1990.[källa behövs]